# Republika Środkowoafrykańska na Letnich Igrzyskach Olimpijskich 2004
Republikę Środkowoafrykańską na Letnich Igrzyskach Olimpijskich 2004 reprezentowało 4 zawodników. Był to siódmy start Republiki Środkowoafrykańskiej na letnich igrzyskach olimpijskich.

## Dyscypliny

### Judo
Kobiety
| Zawodniczka  | Konkurencja | 1/32                      | 1/16                          | Ćwierćfinał                   | Półfinał                      | Pierwsza runda repasaży       | Ćwierćfinał repasaży          | Półfinał repasaży             | Finał                         |
| Zawodniczka  | Konkurencja | Przeciwniczka Punkty      | Przeciwniczka Punkty          | Przeciwniczka Punkty          | Przeciwniczka Punkty          | Przeciwniczka Punkty          | Przeciwniczka Punkty          | Przeciwniczka Punkty          | Przeciwniczka Punkty          |
| ------------ | ----------- | ------------------------- | ----------------------------- | ----------------------------- | ----------------------------- | ----------------------------- | ----------------------------- | ----------------------------- | ----------------------------- |
| Bertille Ali | 48kg        | Soraya Haddad P 0000:1000 | Odpadła z dalszej rywalizacji | Odpadła z dalszej rywalizacji | Odpadła z dalszej rywalizacji | Odpadła z dalszej rywalizacji | Odpadła z dalszej rywalizacji | Odpadła z dalszej rywalizacji | Odpadła z dalszej rywalizacji |

### Lekkoatletyka
Kobiety
| Zawodniczka           | Konkurencja               | Eliminacje | Eliminacje | Półfinał                      | Półfinał                      | Finał                         | Finał                         |
| Zawodniczka           | Konkurencja               | Wynik      | Miejsce    | Wynik                         | Miejsce                       | Wynik                         | Miejsce                       |
| --------------------- | ------------------------- | ---------- | ---------- | ----------------------------- | ----------------------------- | ----------------------------- | ----------------------------- |
| Maria Joelle Conjungo | bieg na 100m przez płotki | 14.24      | 36         | Odpadła z dalszej rywalizacji | Odpadła z dalszej rywalizacji | Odpadła z dalszej rywalizacji | Odpadła z dalszej rywalizacji |

Mężczyźni
| Zawodnik          | Konkurencja | Finał   | Finał   |
| Zawodnik          | Konkurencja | Wynik   | Miejsce |
| ----------------- | ----------- | ------- | ------- |
| Ernest Ndjissipou | maraton     | 2:21:23 | 44      |

### Taekwondo
Mężczyźni
| Zawodnik                | Konkurencja | 1/16                 | Ćwierćfinał                  | Półfinał                     | Ćwierćfinał repasaży         | Półfinał repasaży            | Finał                        |
| Zawodnik                | Konkurencja | Przeciwnik Wynik     | Przeciwnik Wynik             | Przeciwnik Wynik             | Przeciwnik Wynik             | Przeciwnik Wynik             | Przeciwnik Wynik             |
| ----------------------- | ----------- | -------------------- | ---------------------------- | ---------------------------- | ---------------------------- | ---------------------------- | ---------------------------- |
| Bertrand Gbongou Liango | 68kg        | Tuncay Çalışkan P KO | Odpadł z dalszej rywalizacji | Odpadł z dalszej rywalizacji | Odpadł z dalszej rywalizacji | Odpadł z dalszej rywalizacji | Odpadł z dalszej rywalizacji |